# Буайшауи, Мохамед
Мохамед Буайшауи (араб. محمد بوعيشاوي‎; род. 15 января 1979) — алжирский дзюдоист, представитель тяжёлой весовой категории. Выступал за национальную сборную Алжира по дзюдо в период 1998—2011 годов, четырёхкратный чемпион Африки, двукратный чемпион Всеафриканских игр, серебряный призёр Средиземноморских игр, победитель и призёр многих турниров национального и международного значения, участник двух летних Олимпийских игр.

## Биография
Мохамед Буайшауи родился 15 января 1979 года.
Впервые заявил о себе в дзюдо в 1998 году, выиграв бронзовую медаль на чемпионате Африки в Дакаре и серебряную медаль на международном турнире в Марселе.
В 1999 году вошёл в основной состав алжирской национальной сборной и побывал на Всеафриканских играх в Йоханнесбурге, откуда привёз награду золотого достоинства, выигранную в зачёте тяжёлой весовой категории. Принял участие в чемпионате мира в Бирмингеме, но попасть здесь в число призёров не смог.
В 2000 году выиграл золотую медаль на домашнем чемпионате Африки и благодаря череде удачных выступлений удостоился права защищать честь страны на летних Олимпийских играх в Сиднее. На Играх уже в стартовом поединке категории свыше 100 кг потерпел поражение от бразильца Даниела Эрнандеса и сразу же выбыл из борьбы за медали.
После сиднейской Олимпиады Буайшауи остался в составе дзюдоистской команды Алжира на ещё один олимпийский цикл и продолжил принимать участие в крупнейших международных турнирах. Так, в 2001 году он одержал победу на африканском первенстве в Триполи, выиграл серебряную медаль на Средиземноморских играх в Тунисе, боролся на мировом первенстве в Мюнхене.
В 2002 году на чемпионате Африки в Каире взял бронзу в тяжёлом весе.
На чемпионате мира 2003 года в Осаке остановился на стадии 1/16 финала, в то время как на международном турнире в Тунисе занял первое место.
На чемпионате Африки 2004 года в Тунисе получил золото, занял третье место на африканском олимпийском квалификационном турнире в Касабланке и тем самым прошёл отбор на Олимпийские игры в Афинах. Здесь вновь выступал в категории свыше 100 кг и снова провёл только один поединок, уступив на сей раз эстонцу Индреку Пертельсону.
В 2005 году на африканском первенстве в Порт-Элизабете дважды поднимался на пьедестал почёта: выиграл бронзовую медаль в тяжёлой весовой категории и золотую медаль в открытой весовой категории.
На домашних Всеафриканских играх 2007 года в Алжире завоевал серебро и золото в тяжёлой и абсолютной весовых категориях соответственно. При этом на мировом первенстве в Рио-де-Жанейро дошёл только до 1/16 финала.
В 2008 году отметился победой на международном турнире в Оране.
Последний раз показывал сколько-нибудь значимые результаты на международной арене в сезоне 2011 года, когда одержал победу на открытом чемпионате Бельгии в Визе, выиграл бронзовую медаль на чемпионате Африки в Дакаре и занял седьмое место на Кубке мира в Будапеште. Вскоре по окончании этих соревнований принял решение завершить спортивную карьеру.